# Хаславский, Олег Львович
Олег Львович Хаславский (8 июля 1948, Таганрог — 19 декабря 2021, там же) — российский и израильский поэт, переводчик, психолог, художник.

## Биография
Семья и образование
Олег Хаславский родился 8 июля 1948 года в Таганроге. Отец журналист, мать — экономист. До семи лет жил с родителями во Львове.
Еврей по отцовской линии, Олег с раннего детства был связан с разными языками и культурами. Помимо русского, члены семьи говорили на идише, французском, немецком, польском и украинском языках. Это многоязычие и заложило страсть к лингвистике, которая позднее проявилась в литературном творчестве. Талант и успех отца в журналистике также повлияли на выбор Олегом профессионального поприща, несмотря на достаточно холодные отношения с отцом, который оставил сына ради карьеры, переехав в другой город. Все свое детство и юность Хаславский провел с бабушкой и дедом, которые тоже послужили ориентиром в лингвистическом отношении. Бабушка Нина Михайловна, несмотря на отсутствие формального образования, обладала энциклопедическими знаниями и литературным даром, а дед Киричук читал без словаря церковные книги на старославянском языке.
В школьные годы Хаславский занимался в таганрогской изостудии ДК комбайнового завода у Николая Бута и Валентины Руссо,.
В 1966 году, окончив в Таганроге среднюю школу № 10, поступил на франко-немецкое отделение факультета иностранных языков Таганрогского государственного педагогического института. Учась на факультете иностранных языков, пользовался покровительством преподававшего там Юрия Феличкина, с которым сошёлся на почве интереса к французской поэзии.
После ухода Феличкина из ТГПИ, Олег Хаславский в 1970 году был исключён из института. В 1972 году окончил Коломенский педагогический институт по специальности «учитель французского языка» с правом практики клинической психологии.
В 1969 году вступил в брак с преподавателем физики Жанной Якшиной. Дочь Светлана Хаславская Мадсен — психолог, доктор биомедицинских наук.
С супругой Жанной и дочерью Светланой он разделял свое видение мира, что выразилось в трех совместно написанных книгах о человеческом и искусственном интеллекте, квантовой психологии и психологии сознания и творчества.
В советские времена Хаславский столкнулся с дискриминацией евреев, реалиями репрессированной культуры и особенностями отношения советского режима к таланту и независимому мышлению. Все его творчество и научная деятельность были направлены на преодоление лимитов человеческого сознания.
Профессиональная деятельность
Едва успев попробовать себя в качестве учителя французского языка, Хаславский был приглашен в психоневрологический диспансер на должность клинического психолога, что и положило начало его психологической карьере. С 1974 по 1986 год он работал патопсихологом в Таганрогской психиатрической больнице. В течение этого времени Хаславский получил ряд уникальных на тот момент профессиональных специализаций по клинической психологии и психиатрии в ведущих клиниках Москвы, Санкт-Петербурга и Ростова-на-Дону. С 1980 по 1982 год работал научным сотрудником в ОКБ «Ритм» Таганрогского радиотехнического института в области психофизиологии.
В 1986 году поступил учеником токаря на Таганрогский металлургический завод, где проработал в ТПЦ-2 около года и получил квалификацию токаря 6-го разряда. Решение выйти за пределы уже ставшей привычной интеллектуальной среды было сделано осознанно, и результатом работы в заводской среде стало развитие научных интересов в области сложных адаптивных систем.
В том же году был назначен директором проекта Международного научного учебного центра «Дельта-Информ», где в качестве психолога и научного сотрудника занимался изучением человеческого сознания и разработкой экспериментальных методик принятия решений в условиях дефицита информации с использованием понятий теории групп, квантовой психологии, электромагнетизма, теории относительности, нечеткой логики и теории систем. Интересуясь физическими аспектами времени и пространства, Хаславский использовал в своей научной работе аппарат современной физики и идеи восточной философии.
С 1989 по 1990 год преподавал психологию в Таганрогском лицее при Радиотехническом Университете. С 1990 по 1992 год находился в командировке в Болгарии в качестве психолога и психотерапевта с целью научных исследований в области изучения психоэмоциональной устойчивости и оптимизации психофизиологических возможностей человека в условиях сильного стресса при измененных состояниях сознания. С 1993 по 1998 год занимался психологическим консультированием. С 1999 по 2003 год работал психотерапевтом в психосоматической клинике в Израиле.
С 2005 по 2020 год, во время длительных поездок во Францию, Германию, Австрию, Швейцарию и Болгарию, занимался художественной фотографией, дигитальной графикой и живописью.
Переводы зарубежной поэзии и прозы
Владел французским, английским, болгарским, польским, украинским, немецким языками.
Переводил стихи Франсуа Вийона, Артюра Рембо, Поля Верлена, Шарля Бодлера, Гийома Аполлинера, Мориса Метерлинка, Константы Ильдефонса Галчиньского, Циприана Камиля Норвида, Болеслава Лесьмяна, Тараса Шевченко, стихи и прозу Тадеуша Боровского, комедию Эдмона Ростана «Сирано де Бержерак».
В 2002 году осуществил перевод на русский язык «Алисы в Стране чудес» Льюиса Кэрролла.
Собственная поэзия
К публикации собственных стихов никогда не стремился. Первая представительная публикация состоялась только в 2008 году в московском журнале «Коростель. Письма из провинции». Первая книга стихов, опубликованная Олегом Хаславским в 2009 году, называлась «Избранное». В 2014 году подборка стихов Хаславского была опубликована в первом номере поэтического журнала «Prosōdia», и вышла в свет книга «На пышном берегу». В 2015 году был опубликован фрагмент поэзии Хаславского в поэтическом журнале «Арион». В 2022 году была опубликована книга избранных стихотворений, написанных до 2016го года, «Меж призраков хлеба и кваса», а также наиболее полный сборник стихов под названием «Калейдоскоп» (422 с.), перевод Алисы в стране чудес Льюиса Кэрролла с иллюстрациями автора, и двуязычное издание переводов французской поэзии.
Художественное творчество
Помимо психологии и литературы активно занимался художественной фотографией, цифровой и масляной живописью. Член Союза художников РФ. Живописные работы Олега Хаславского, выполненные в стиле импрессионизма, неоднократно выставлялись на персональных и групповых выставках. Живопись, литература и научное наследие Хаславского остаются собственностью семьи Хаславских и Haslavsky Foundation (Лондон).
Жил и работал в Софии, Хайфе, Иерусалиме, и Таганроге.
Умер 19 декабря 2021 года в Таганроге. Похоронен на Николаевском кладбище Таганрога.

## Книги
- Олег Хаславский. Избранное. — Таганрог: Антон, 2009. — 196 с. — ISBN 978-5-88040-065-2.
- Олег Хаславский. Трилистник таганрогский. — Измаил: Чеширский Кот, 2010. — 32 с.
- Олег Хаславский. На пышном берегу. — Красный Сулин: Сулинполиграфсервис, 2014. — 248 с. — ISBN 978-5-904839-09-3.[30][31]
- Олег Хаславский (Oleg Haslavsky). Bread and Beer / Меж призраков хлеба и кваса. — Лондон: Counselling & Tutoring House, 2022. — 67 с. — ISBN 978-1-915380-01-2 (print book), ISBN 978-1-915380-00-5 (eBook)
- Олег Хаславский (Oleg Haslavsky). Kaleidoscope / Калейдоскоп. — Лондон: Counselling & Tutoring House, 2022. — 422 с. — ISBN 978-1-915380-08-1 (print book), ISBN 978-1-915380-09-8 (eBook)
- Олег Хаславский (Oleg Haslavsky). Alice in Wonderland: Russian translation / Алиса в стране чудес. — 156 с. — Лондон: Counselling & Tutoring House, 2022. — ISBN 978-1-915380-03-6 (print book), ISBN 978-1-915380-02-9 (eBook)
- Олег Хаславский (Oleg Haslavsky). Selected French Poetry in Russian translation (bilingual edition) / Избранные переводы французской поэзии (двуязычное издание). — Лондон: Counselling & Tutoring House, 2022. — ISBN 978-1-915380-05-0 (print book), ISBN 978-1-915380-04-3 (eBook)
- Лана Мадсен и Олег Хаславский (Lana Madsen & Oleg Haslavsky). From artificial intelligence towards artificial consciousness: When psychology finally meets technology. (От искусственного интеллекта к искусственному сознанию: Психология в эру IT.) — Лондон: Counselling & Tutoring House, 2022. — ISBN 978-1-915380-07-4 (print book), ISBN 978-1-915380-06-7 (ebook)
- Лана Мадсен и Олег Хаславский (Lana Madsen & Oleg Haslavsky). Human consciousness: Applying modern physics and mathematics to psychology. (Человеческое сознание: Применение принципов современной физики и высшей математики в психологии.) — Лондон: Counselling & Tutoring House, 2022. — ISBN 978-1-915380-10-4 (print book), ISBN 978-1-915380-11-1 (ebook)

## Цитаты
- «Поэт есть нереальная сущность, пытающаяся достигнуть неподдающихся определению результатов непонятными ему самому средствами»[17] — Олег Хаславский, 2009.
- «Существование человека в несколькоязычной среде (я, в данном случае, не учитываю знание срезов родного языка) — так вот, такое существование как бы обрекает сознание на литературное существование, на звание литератора — даже если не написано ни строчки. Олег Львович Хаславский — литератор с изначальным преимуществом, с форой, так сказать. Литератор пишущий. Я сознательно употребляю именно это определение: литератор — хотя в первую очередь следовало говорить о Хаславском — поэте, Хаславском — прозаике, Хаславском — переводчике (тем более что берётся он за переводы вещей, реализованных „именами“ и „именами“), возможно, о Хаславском — человеке, и всё это по отдельности и с употреблением превосходных степеней. Но я говорю: литератор — имея в виду столь точную реализацию уже редкого в наше время способа существования сознания в языке и ещё раз в языке»[4] — Игорь Буренин, 1989.